# Глутамат натрію
Глутамат натрію — мононатрієва сіль глутамінової кислоти, популярна харчова добавка E621, якій помилково приписують властивості посилення смакових відчуттів (за рахунок дії на глутаматні рецептори, що відповідають за окремий смак, котрий назвали умамі; до цього відкриття, зробленого 2002 року, вважалося, що глутамат натрію впливає на збільшення чутливості рецепторів язика). Білий кристалічний порошок, добре розчинний у воді.
Назва «підсилювач смаку» є некоректним перекладом англійської назви flavor enhancer – дослівно це «поліпшувач, збагачувач смаку», що, можливо, спричинило появу міфів про те, що глутамат натрію здатний збільшувати смак їжі.
У китайців відомий як «смакова приправа» (кит.: 味精). Японці вважають, що глутамат натрію передає так званий «п'ятий смак» («умамі»). Глутамат натрію може утворюватися в продуктах природним шляхом (наприклад, в соєвому соусі або сирі рокфор) або ж додаватися до них штучно. Як хімічна речовина широко зустрічається в тваринному і людському організмі.

## Історія
Хімічно чистий глутамат натрію вперше був виділений в 1907 році співробітником Токійського імперського університету — Ікеда Кікунае (яп. 池田 菊 苗). 1909 року йому був виданий патент на спосіб виробництва харчових препаратів. Глутамат натрію почали випускати в Японії на продаж під назвою «аджіномото» (яп. 味の素, англ. Ajinomoto) — «сутність смаку». Відтоді підсилювач смаку глутамат натрію став широко застосовуватися і завоював популярність у всьому світі. Його щорічне споживання на планеті досягло 200 000 тонн. В Америці, починаючи з 1960, випускався під маркою Ac'cent (провідний бренд смакових добавок, в тому числі і глутамату натрію), почав щільно входити в ужиток і став звичною домашньою добавкою.

## Поширення і застосування
Широко зустрічається в природних продуктах харчування тваринного і рослинного походження, зокрема в томатах, м'ясі, молоці, грибах, сирі, кукурудзі, бобових, рибі.
Глутамат натрію внесений до переліку сировини в ГОСТ:
- Технічні умови «ГОСТ 18487-80 «Страви консервовані обідні для спецспоживачів».
- Технічні умови «ГОСТ 50847-96 «Концентрати харчові перших і других обідніх страв швидкого приготування».
- Технічні умови «ГОСТ 7457 Консерви рибні. Паштети. Технічні умови».

Зареєстровано як харчову добавку E621. В Європейських країнах позначається як MSG (англ. monosodium glutamate).
Спочатку отримувався методом гідролізу білків соляною кислотою, потім — прямим хімічним синтезом, зараз — методом бактеріального ферментування.

## Вплив на організм
Глутамат натрію виробляється понад 100 років і широко вивчався протягом всього періоду. Досі не існує науково доведених фактів, які би підтверджували негативний вплив звичайних концентрацій глутамату натрію, що застосовуються у харчовій промисловості, на організм людини.
Дослідники з японського університету Хіросакі під керівництвом Хіросі Огура ( 大 黒 浩) годували щурів їжею з 20 % вмістом глутамату натрію (за сухою масою) і спостерігали у тварин втрату зору і витончення сітківки ока. Вчені виявили високий вміст глутамату натрію у внутрішньоочній рідині, що омиває сітківку. Глутамат зв'язується з глутаматними рецепторами клітин сітківки ока, руйнуючи їх і викликаючи вторинні реакції, зменшує здатність інших клітин проводити електричні сигнали. Але кількість глутамату натрію, що міститься в їжі людини, значно нижче, оскільки перебільшення певного порогу концентрації, різного для різної їжі, але який не перевищує одиниць відсотків, призводить до появи неприємних смакових відчуттів. Огура вважає, що ці знахідки можуть пояснити, чому в Східній Азії часто зустрічається глаукома з нормальним внутрішньоочним тиском. Проте спеціальні дослідження у хворих на глаукому та здорових пацієнтів не виявили такого зв'язку, тому цей експеримент визнано неадекватним до ситуації у людини.
Також високі концентрації глутамату здатні викликати окислювальний стрес і чинити гепатотоксичну дію.
Згідно з дослідженням «The INTERMAP Cooperative Research Group», проведеному на 752 здорових жителях Китаю (з них 48,7 % жінок) у віці 40–59 років, випадковим чином відібраних з трьох сіл на півночі і півдні Китаю, прийом глутамату натрію збільшує ймовірність мати надлишкову вагу. Тим не менш широкомасштабні повторні дослідження показали відсутність зв'язку вживання глутамату натрію і надмірної ваги.
LD50 (напівлетальна доза) глутамату натрію для щурів і мишей становить 15–18 грамів на кілограм маси тіла, тоді як LD50 кухонної солі для тих же тварин становить 3–4 грами.